# سیارک ۳۹۷۴
سیارک ۳۹۷۴ (به انگلیسی: 3974 Verveer، نامگذاری:1982FS) سه هزار و نهصد و هفتاد و چهارمین سیارک کشف شده‌است که در ۲۸ مارس ۱۹۸۲ کشف شد.
قدر مطلق سیارک برابر ۱۱٫۸۰ است.